# Gumshoe Awards

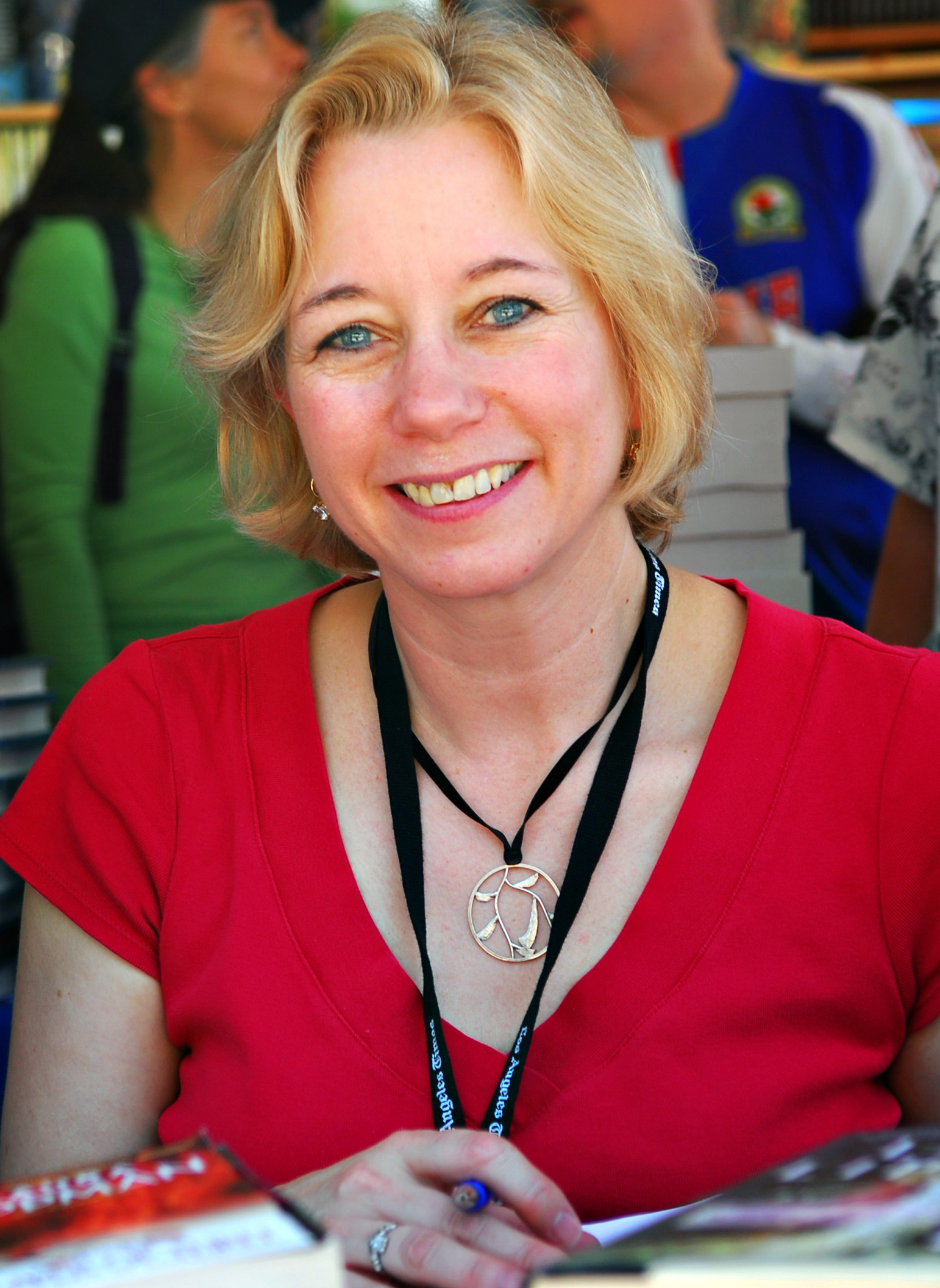
Laura Lippman, 2006 Preisträgerin in der Kategorie Best Mystery

Die Gumshoe Awards waren eine populäre amerikanische Auszeichnung für kriminalliterarische Werke. Sie wurden von 2002 bis 2008
in mehreren Kategorien von dem amerikanischen Internetmagazin Mystery Ink (nicht zu verwechseln mit Mystery Inc.) verliehen. Täglich informierte das Magazin über die gesamte Krimiwelt, von Rezensionen über Autoren, von Events bis zu Lesungen und Interviews. Bekannt wurde der Herausgeber David J. Montgomery durch seinen (englischsprachigen) Krimiblog Crime Fiction Dossier einen der besten Blogs im Mystery-Genre.
Das Magazin „Mystery Ink“ war nicht als Druckerzeugnis erhältlich und weltweit das erste Onlinemagazin, das erwartungsgemäß nicht nur gedruckte Romane auszeichnete, sondern auch eine Auszeichnung für die „Beste Krimi-Internet-Seite“ vergab. Ursprünglich sollten nur Seiten von Autoren prämiert werden, dieser einengende Grundsatz wurde aber schon 2004 aufgegeben. Als kleine Verbeugung vor der Kriminalliteratur aus dem europäischen Teil der „Alten Welt“ gab es 2005 die Einführung einer neuen Kategorie: „Bester europäischer Kriminalroman“ (Best European Crime Novel).

## Kategorien
| Kategorie                         | Originaltitel                                              | verliehen von – bis |
| --------------------------------- | ---------------------------------------------------------- | ------------------- |
| Bester Roman                      | Best Mystery (2002/3: "Best Novel")                        | 2002–2008           |
| Bester Thriller                   | Best Thriller                                              | 2005–2008           |
| Bester europäischer Kriminalroman | Best European Crime Novel                                  | 2005–2007           |
| Bester Erstlingsroman             | Best First Novel                                           | 2002–2008           |
| Auszeichnung für das Lebenswerk   | Lifetime Achievement                                       | 2002–2008           |
| Beste Krimi-Internetseite         | Best Crime Fiction Website (2002/3: "Best Author Website") | 2002–2008           |

## Preisträger
(Alle Verlags- und Jahresangaben beziehen sich auf die Original- bzw. deutschen Erstausgaben)

### Bester Roman – Best Mystery (2002/3: "Best Novel")

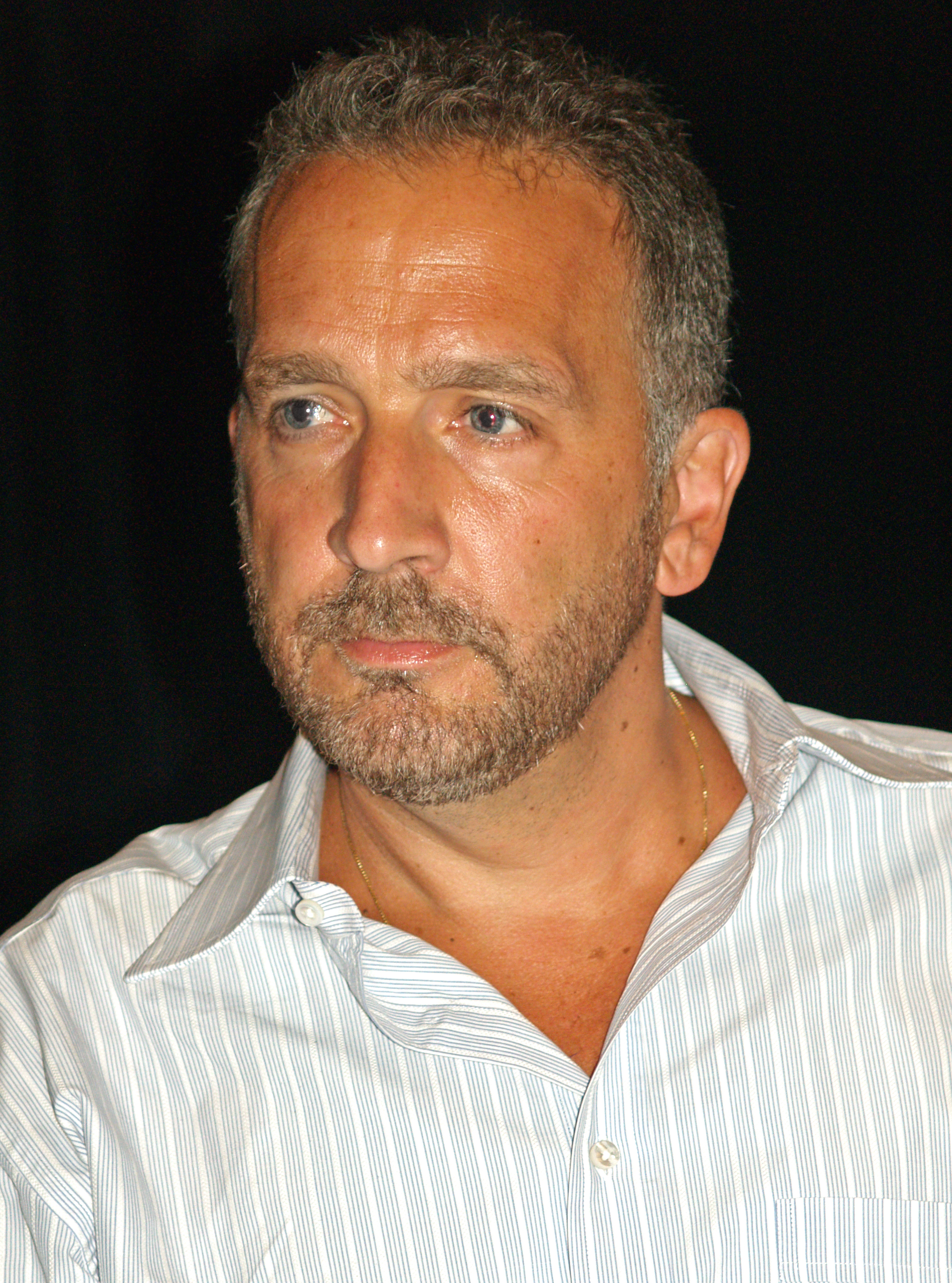
George Pelecanos, Preisträger 2003 in der Kategorie Best Mystery

| Jahr | Preisträger           | Originaltitel Verlag, Ort Jahr                          | Deutscher Titel Verlag, Ort Jahr                 |
| 2002 | Thomas Perry          | Pursuit Random House, New York 2001                     |                                                  |
| 2003 | George P. Pelecanos   | Hell to Pay Little, Brown & Co., Boston 2002            | Wut im Bauch Rotbuch, Hamburg 2004               |
| 2004 | Steve Hamilton        | Blood is the Sky Thomas Dunne Books, New York 2003      | Himmel voll Blut DuMont, Köln 2003               |
| 2005 | Jim Fusilli           | Hard, Hard City Putnam's, New York 2004                 |                                                  |
| 2006 | Laura Lippman         | To the Power of the Three William Morrow, New York 2005 | Das dritte Mädchen Rütten & Loening, Berlin 2008 |
| 2007 | Julia Spencer-Fleming | All Mortal Flesh Thomas Dunne Books, New York 2006      | Wer mit Schuld beladen ist Knaur, München 2009   |
| 2008 | James Lee Burke       | The Tin Roof Blowdown Simon & Schuster, New York 2007   |                                                  |

### Bester Thriller – Best Thriller
| Jahr | Preisträger     | Originaltitel Verlag, Ort Jahr                   | Deutscher Titel Verlag, Ort Jahr                        |
| 2005 | Barry Eisler    | Rain Storm Putnam's, New York 2004               | Tokio Killer – Der Verrat Scherz, Bern u. a. 2006       |
| 2006 | Joseph Finder   | Company Man St. Martin's Press, New York 2005    | Jobkiller Heyne, München 2008                           |
| 2007 | Robert Ferrigno | Prayers for the Assassin Scribner, New York 2006 | Gebete für den Attentäter Bucheinband.de, Heidenau 2013 |
| 2008 | Robert Crais    | The Watchman Simon & Schuster, New York 2007     |                                                         |

### Bester europäischer Kriminalroman – Best European Crime Novel
Keine Verleihung: 2008
| Jahr | Preisträger     | Nationalität | US-Titel Verlag, Ort Jahr                                     | Deutscher Titel Verlag, Ort Jahr                      |
| 2005 | Henning Mankell | Schweden     | The Return of the Dancing Master The New Press, New York 2003 | Die Rückkehr des Tanzlehrers Zsolnay, Wien 2002       |
| 2006 | Robert Wilson   | England      | The Vanished Hands Harcourt, New York 2006                    | Die Toten von Santa Clara Page & Turner, München 2005 |
| 2007 | Karin Fossum    | Norwegen     | When the Devil Holds the Candle Harcourt, New York 2006       | Dunkler Schlaf Piper, München 2002                    |

### Bester Erstlingsroman – Best First Novel
| Jahr | Preisträger    | Originaltitel Verlag, Ort Jahr                        | Deutscher Titel Verlag, Ort Jahr                 |
| 2002 | C. J. Box      | Open Season Putnam's, New York 2001                   | Keine Schonzeit Blanvalet, München 2003          |
| 2003 | Eddie Muller   | The Distance Scribner, New York 2002                  |                                                  |
| 2004 | P.J. Tracy     | Monkeewrench Putnam's, New York 2003                  | Spiel unter Freunden Rowohlt TB, Reinbek 2003    |
| 2005 | Dylan Schaffer | Misdemeanor Man Bloomsbury, New York 2004             |                                                  |
| 2006 | Randall Hicks  | The Baby Game Wordslinger Press, San Diego 2005       |                                                  |
| 2007 | John Hart      | The King of Lies St. Martin's Minotaur, New York 2006 | Der König der Lügen C. Bertelsmann, München 2007 |
| 2008 | Sean Chercover | Big City, Bad Blood William Morrow, New York 2007     |                                                  |

### Auszeichnung für das Lebenswerk – Lifetime Achievement
| Jahr | Preisträger        | Nationalität           |
| ---- | ------------------ | ---------------------- |
| 2002 | Ross Thomas        | Vereinigte Staaten     |
| 2003 | Dick Francis       | Vereinigtes Königreich |
| 2004 | Ruth Rendell       | Vereinigtes Königreich |
| 2005 | Lawrence Block     | Vereinigte Staaten     |
| 2006 | Ed McBain          | Vereinigte Staaten     |
| 2007 | Robert B. Parker   | Vereinigte Staaten     |
| 2008 | Donald E. Westlake | Vereinigte Staaten     |

### Beste Krimi-Internetseite – Best Crime Fiction Website (2002/3: "Best Author Website")
| Jahr | Preisträger                             | Website                                            | Art                          |
| ---- | --------------------------------------- | -------------------------------------------------- | ---------------------------- |
| 2002 | Lee Child                               | LeeChild.com                                       | Autorenseite                 |
| 2003 | Michael Connelly                        | michaelconnely.com                                 | Autorenseite                 |
| 2004 | Sarah Weinman                           | Confessions of Idiosyncratic Mind sarahweinman.com | Weblog                       |
| 2005 | January Magazin's Crime Fiction Section | januarymagazine.com/crfiction/crfiction.html       | Literatur-Onlinemagazin      |
| 2006 | CrimeSpot.net (Graham Powell)           | crimespot.net                                      | Weblog                       |
| 2007 | Demolition Magazine                     | demolitionmag.com                                  | Literatur-Onlinemagazin      |
| 2008 | The Thrilling Detective Web Site        | thrillingdetective.com                             | Website (Kevin Burton Smith) |